# Hyppolyte-Victor Collet-Descotils

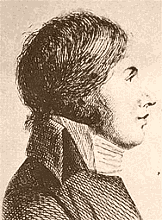
Hippolyte-Victor Collet-Descotils

Hyppolyte-Victor Collet-Descotils (* 21. November 1773 in Caen; † 6. Dezember 1815 in Paris) war ein französischer Naturforscher, Chemiker und Mineraloge.

## Leben
Collet-Descotils war der Sohn eines Rechtsanwalts und besuchte das Collège du Bois in Caen. Er kam im Jahr 1790 nach Paris und absolvierte erfolgreich verschiedene Kurse in unterschiedlichen wissenschaftlichen Disziplinen. Im Jahr 1793 war er gezwungen, sich als Neuling bei der Marine zu melden, um der revolutionären Wut zu entkommen (Französische Revolution von 1789 bis 1799), und wurde in Cherbourg stationiert. Bei der Gründung der École polytechnique und der Reorganisation der École des Mines erhielt er die Erlaubnis, nach Paris zurückzukehren. Er studierte sodann im Jahr 1794 an der École des Mines in Paris.
Ambroise Fourcy (1778–1842) listet in seiner Histoire de l’École Polytechnique aus dem Jahr 1828 u. a. Collet-Descotils als Bergbau-Ingenieur an der École polytechnique im Ausbildungsjahr 1794 bis 1795 auf.
Collet-Descotils war ein Schüler und Freund von Louis-Nicolas Vauquelin (1763–1829). Für lange Zeit war er primär auf das Studium der anorganischen Chemie und deren Anwendungen ausgerichtet, etwa auf die Metallurgie.
Collet-Descotils wurde im Jahr 1798 zum Ingenieur und im Jahre 1809 zum Chef-Ingenieur, Ingénieur en chef, ernannt. In dieser Funktion besuchte er zahlreiche Bergwerke in Frankreich und Italien.
Er nahm an Napoleon Bonapartes Ägyptischer Expedition von 1798 bis 1801 teil. Ferner war er Mitglied des Institut d’Egypte in Kairo und bearbeitete nach seiner Rückkehr nach Frankreich als Mitglied der Kommission die Ergebnisse der Expedition.
Im Jahr 1815, wenige Monate vor seinem Tod, bekam er die Position des Direktors der École des Mines de Paris übertragen.
In der im Jahr 1807 erstmals veröffentlichten Sammlung der Mémoires de Physique et de Chimie de la Société d’Arcueil, einer wissenschaftlichen Gesellschaft um die Chemiker und Wissenschaftler Claude Louis Berthollet (1748–1822) und Pierre Simon Laplace (1749–1827), der u. a. auch Alexander von Humboldt (1769–1859) angehörte, ist Collet-Descotils als eines der neun Gründungsmitglieder benannt. Seit 1808 war er korrespondierendes Mitglied der Bayerischen Akademie der Wissenschaften.

## Wissenschaftliche Leistungen
Er bestätigte u. a. die Entdeckung des Elements Chrom durch Vauquelin. Die Entdeckung des Iridiums ist eng mit der des Platins und anderer Metalle der Platin-Gruppe verflochten. Chemiker um Vauquelin und Collet-Descotils lösten Mineralien in Königswasser (einer Mischung aus Salzsäure HCl und Salpetersäure HNO3) auf, um so lösliche Salze zu schaffen. Einen schwarzen, unlöslichen Rückstand konnten sie im Jahr 1803 aber nicht weiter identifizieren, und so blieb die Entdeckung des Iridiums Smithson Tennant (1761–1815) im Jahr 1804 vorbehalten. Hinsichtlich des Vanadiums machte Collet-Descotils eine irrige Annahme. Er glaubte, das neue Element sei nur unreines Chrom.
Vanadium wurde 1801 von Andrés Manuel del Río (1764–1849), einem spanischen Mineralogen und Chemiker, in der Nähe von Mexiko-Stadt entdeckt.

## Werke
- Collet-Descotils, H.V.: Analyse de la mine brune de plomb de Zimapan. (1805) Ann.Chim., 53, 268–271